# Hermann Hammerschmidt

Hermann Hammerschmidt (links) zusammen mit seinen Eltern und Geschwistern im Jahr 1905

Hermann Karl Siegfried Franz Hammerschmidt (* 21. August 1887 in Cottbus; † Dezember 1944 im Arbeitserziehungslager Oderblick bei Schwetig) war ein deutscher Rechtsanwalt und Notar. Er führte zusammen mit seinem Vater und einem seiner Brüder eine erfolgreiche Kanzlei in seiner Geburtsstadt Cottbus. Aufgrund seiner jüdischen Herkunft war er ab 1933 der Judenverfolgung der Nationalsozialisten ausgesetzt. Durfte er aufgrund seines Fronteinsatzes im Ersten Weltkrieg zunächst noch seinem Beruf nachgehen, wurde ihm dies 1938 durch die 5. Verordnung zum Reichsbürgergesetz verboten. Stattdessen wurde er zum Konsulenten, einer Art Rechtsberater für Juden, ernannt. 1941 wurde er vollständig enteignet. Nach der Flucht eines seiner Söhne vom Zwangsarbeitsdienst wurde er festgenommen, im Dezember 1944 in das Arbeitserziehungslager Oderblick nahe Schwetig verbracht und dort kurz nach seiner Ankunft ermordet. Auch drei seiner fünf Geschwister wurden Opfer des Holocausts.

## Leben

### Vor 1933
Hermann Hammerschmidt wurde als ältestes von sechs Kindern des seit 1886 in Cottbus ansässigen jüdischen Rechtsanwalts Abraham Hammerschmidt und seiner Frau Bertha geboren. Nach dem Besuch des Gymnasiums in Cottbus studierte er Jura in Berlin. Daneben studierte er Klavier am Stern’schen Konservatorium und bestand dort sein Examen als Konzertpianist. Danach trat er in die Kanzlei seines Vaters ein. Im Ersten Weltkrieg meldete sich Hermann Hammerschmidt freiwillig als Sanitätssoldat, nachdem seine beiden jüngeren Brüder, die sich im wehrfähigen Alter befanden, dienstuntauglich gemustert worden waren. Er diente in Frankreich an der Somme und in Russland in den Prypjatsümpfen. Später zog er sich in den überfluteten Schützengräben am Ypernbogen eine Nierenbeckenentzündung zu. Wegen des sich daran anschließenden Gelenkrheumatismus wurde er 1918 für frontuntauglich erklärt. So erlebte er das Ende des Krieges in Cottbus.

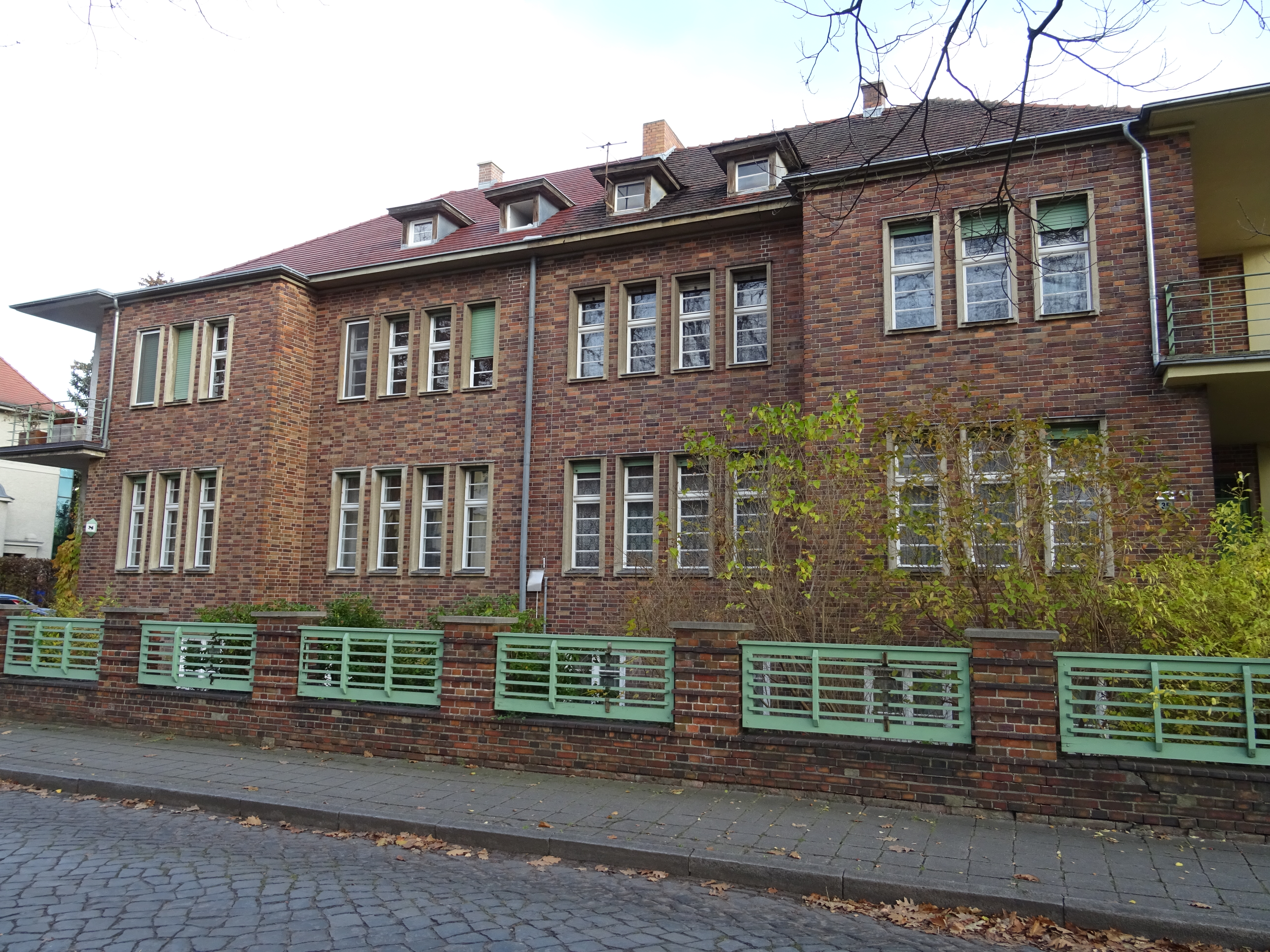
Doppelhaus in der Seminarstraße 34/35, das von Hermann und Hans Hammerschmidt erbaut wurde.

Im Februar 1919 heiratete Hammerschmidt Elisabeth Pawelke. Die katholische Tochter eines Zollbeamten war die Schulfreundin seiner jüngeren Schwester. Aus dieser Ehe gingen die drei Söhne Helmut, Wolfgang und Ulrich hervor. Sie wurden konfessionell liberal erzogen. Auch Hermanns Bruder Hans, der ebenfalls in der Kanzlei des Vaters tätig war, hatte geheiratet und zwei Kinder bekommen. Die Geschäfte der Kanzlei gingen nach dem Ende der Inflation immer besser. Ihre Räumlichkeiten am Sitz der Familie in der Bahnhofstraße 62 wurden zu klein, weshalb Hermann und Hans Ende der 1920er-Jahre in der Seminarstraße 34/35, im nördlichen Villenviertel von Cottbus, gemeinsam ein geräumiges und modernes Doppelhaus erbauten, das erhalten ist.

### 1933–1938: Von der „Machtergreifung“ bis zum Novemberpogrom
Nach der „Machtergreifung“ der Nationalsozialisten am 30. Januar 1933 war Hermann Hammerschmidt mit seiner Familie der beginnenden Judenverfolgung durch die Nationalsozialisten ausgesetzt. Während des „Judenboykotts“ am 1. April 1933 bezogen zwei SA-Männer vor der Kanzlei Stellung und schickten alle Angestellten weg. Ähnlich erging es auch Geschäften jüdischer Kaufleute in der Spremberger Straße. Am 4. April erhielten Hermann, sein Vater Abraham und sein Bruder Hans drei gleichlautende Briefe vom Landgerichtspräsidenten mit der Aufforderung, das Amt als Notar niederzulegen. In der Begründung hieß es unter anderem, „daß die Aufrechterhaltung der öffentlichen Ordnung und Sicherheit ernstlicher Gefahr ausgesetzt ist, wenn Deutsche sich im Rechtsverkehr weiterhin Urkunden entgegenhalten lassen müssen, die von jüdischen Notaren aufgenommen oder beglaubigt worden sind“. „In ihrem eigenen Interesse“ und in „Rücksicht auf die erregte Volksstimmung“ sei es daher ratsam, das Amt niederzulegen. Am 7. April wurde dann durch das Gesetz über die Zulassung zur Rechtsanwaltschaft ein Vertretungsverbot für alle jüdischen Anwälte erlassen. Ausgenommen waren nur Anwälte, die vor dem 1. August 1914 zugelassen worden waren oder am Ersten Weltkrieg teilgenommen hatten. Daher blieben Hermann Hammerschmidt, sein Vater Abraham und sein ältester Bruder Fritz zunächst verschont. Hans und der in Berlin tätige Bruder Walter waren jedoch davon betroffen. In der Folgezeit sank die Zahl der Mandanten in der Cottbuser Kanzlei deutlich, nicht nur, weil mit Hans nun ein Anwalt in der Kanzlei fehlte, sondern auch, weil sich viele Cottbuser Textilbetriebe und Geschäftsleute, die bisher von der Kanzlei vertreten worden waren, angesichts der allgemeinen judenfeindlichen Stimmung zurückzogen. So mussten sechs der 13 Angestellten der Kanzlei entlassen werden.
Nach dem Tod des Vaters Abraham Hammerschmidt im Februar 1934 wurde Hermann als ältester Sohn das Oberhaupt der Familie. Die Kanzlei wurde nun auf zwei Räume verkleinert. Die übrigen Räume in der Bahnhofstraße 62 wurden als Wohnungen vermietet. Hammerschmidt wurde Mitglied und Vorsitzender der Cottbuser Orts- und Kreisgruppe des Reichsbunds jüdischer Frontsoldaten. Er organisierte unter anderem Konzertabende, bei denen er und sein Sohn Helmut als Pianisten sowie sein Bruder Hans als Geiger auftraten. Diese Konzerte wurden durch die Gestapo überwacht.
Im März 1935 wurde Hermann Hammerschmidt das Ehrenkreuz für Frontkämpfer verliehen. Im September desselben Jahres wurden die Nürnberger Rassengesetze verkündet. Nun war es Frauen unter 45 verboten, in einem Haushalt zu arbeiten, dem auch ein jüdischer Mann angehörte. Dadurch mussten unter anderem das Kindermädchen und die Köchin entlassen werden. Auch in der Kanzlei kam es zu weiteren Entlassungen, sodass nur Hermanns Cousine Frida Glasfeld und zwei ältere Sekretärinnen als Angestellte übrigblieben. Im selben Jahr erhielt Hammerschmidt ein Berufsverbot als Notar. 1937 musste sein Bruder Hans, der seit dem 1933 ausgesprochenen Berufsverbot weitestgehend arbeitslos war, aus Geldnot seine Doppelhaushälfte an einen Cottbuser Textilfabrikanten verkaufen. Er verließ Cottbus mit seiner Familie in Richtung Berlin, wo er eine Anstellung als Versicherungsvertreter gefunden hatte. Hermann Hammerschmidts Sohn Helmut, der als „jüdischer Mischling ersten Grades“ galt, begann 1937 ein Chemiestudium in Berlin. Sein eigentlicher Berufswunsch war es, Musiker zu werden. Auf den Rat eines nach Argentinien ausgewanderten Verwandten entschied er sich jedoch anders, um seine Ausreisechancen zu erhöhen.

### 1938–1943: Tod des Bruders, Berufsverbot und Enteignung
Am Morgen des 9. November 1938 wurde Hermann Hammerschmidt, wie viele andere Cottbuser Juden, verhaftet. Zudem brachen SA-Leute die Büroräume in der Bahnhofstraße auf und verwüsteten sie. Auch die Cottbuser Synagoge wurde durch Brandstiftung zerstört. Hammerschmidts Sohn Helmut machte sich von Berlin aus auf den Weg nach Merseburg, wo der Bruder seiner Mutter, Walter Pawelke, als Oberst den dortigen Truppenübungsplatz der Luftwaffe leitete. Pawelke kam noch am selben Tag nach Cottbus und versuchte auf dem Polizeirevier die Freilassung seines Schwagers zu erwirken. Dort gab man ihm den Rat, seine Schwester solle sich doch scheiden lassen. Auf seine Entgegnung, dies sei nach den vielen guten gemeinsamen Jahren des Ehepaars nicht anständig, hieß es nur: „Na ja, jetzt kommen halt die schlechten Jahre.“ Anders als andere festgenommene Cottbuser Juden, die in das KZ Sachsenhausen eingeliefert wurden, wurde Hermann Hammerschmidt innerhalb einer Woche wieder freigelassen. Hatte er bisher noch wegen seines Einsatzes im Ersten Weltkrieg als Rechtsanwalt arbeiten dürfen, wurde ihm dieses „Frontkämpferprivileg“ jetzt entzogen. Dafür war er nun als „Konsulent“ zur Rechtsberatung von Juden für den Regierungsbezirk Frankfurt zuständig. Für die bei der Verwüstung seiner Büroräume entstandenen Schäden musste er, wie auch andere Juden, selbst aufkommen, da es Versicherungen verboten war, Ersatz zu leisten. Zudem musste Hammerschmidt ein Viertel seines Vermögens als „Judenbuße“ an den Staat abtreten. Um dieser Forderung nachzukommen, musste er das Gebäude in der Bahnhofstraße, Elternhaus und Sitz der ehemaligen Kanzlei, zum Einheitswert verkaufen. Eine Aufstellung seines Vermögens hatte er bereits im Frühjahr 1938 im Zuge der Verordnung über die Anmeldung des Vermögens von Juden vorlegen müssen. Seine Konsulentenpraxis richtete er in seinem Wohnhaus in der Seminarstraße ein. Zudem musste er aufgrund der Zweiten Verordnung zur Durchführung des Gesetzes über die Änderung von Familiennamen und Vornamen nun den Zweitnamen Israel annehmen.

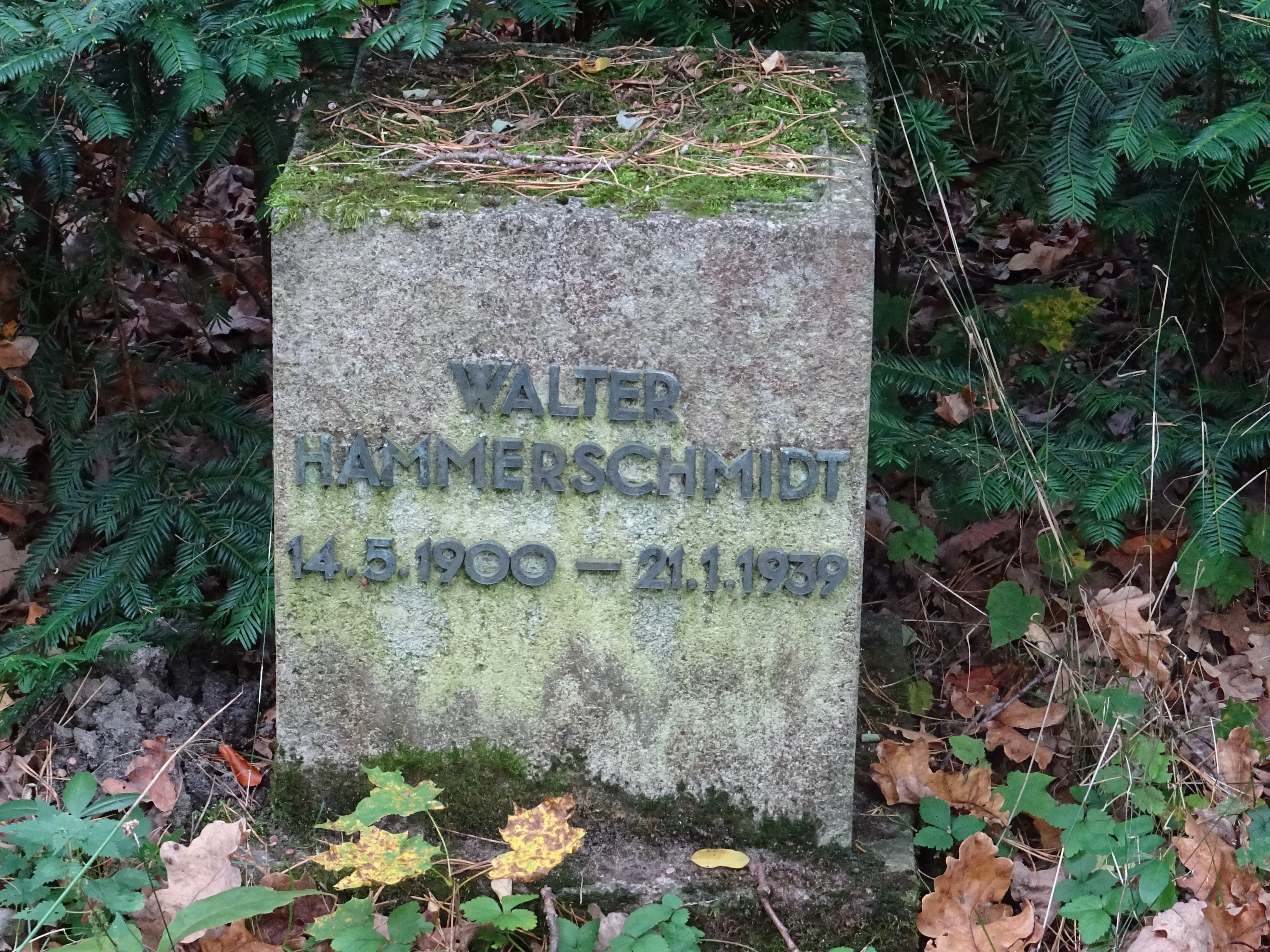
Grabmal von Hermanns Bruder Walter, der an den Folgen seiner KZ-Haft starb.

Für seinen jüngsten Bruder Walter, der in Berlin wohnte, endeten die Vorgänge im November 1938 tödlich. Wie Hermann war er am 9. November 1938 in Berlin festgenommen und ins KZ Sachsenhausen deportiert worden. Durch Bestechungsgelder gelang es seiner Frau, ihn im Dezember zur Auswanderung freizukaufen. Er starb jedoch bereits im Januar 1939 an einer Sepsis, die durch die im KZ zugefügten Wunden verursacht worden war. Er wurde auf dem Neuen jüdischen Friedhof in Cottbus neben seinen Eltern beerdigt. Nach dem Tod seines Bruders äußerte Hermann Hammerschmidt den vorher oft benutzten Satz „Umbringen werden sie mich schon nicht“ nicht mehr.
In der folgenden Zeit musste er weitere Diskriminierungen über sich ergehen lassen. So wurde am 1. Januar 1939 die Müllabfuhr an seinem Haus eingestellt. Zudem durfte er die Cottbuser Straßenbahn nicht mehr benutzen. Um der Situation in Deutschland zu entfliehen, erkundigte er sich bei der Reichsvereinigung der Juden in Deutschland nach Ausreisemöglichkeiten. Für die Ausreise nach den geplanten Zielen in China oder Südamerika benötigte man aber Dollardevisen, die Hammerschmidt mangels Kontakten ins Ausland nicht besorgen konnte. Mehr Glück hatte sein Bruder Hans, dem es gelang, seine Kinder zu einer Lehrerfamilie nach England zu schicken. Ihm gelang später die Ausreise über Kuba nach Ecuador.
Im Dezember 1941 erhielt Hermann Hammerschmidt einen Bescheid des Regierungspräsidenten in Frankfurt (Oder), dass nach dem Gesetz über die Einziehung volks- und staatsfeindlichen Vermögens von 1933 sein Vermögen wegen „volks- und staatsfeindlicher Bestrebungen“ eingezogen werde. Durch Eingaben und Beschwerden, auch von Hermanns Schwager, konnte die Familie in der Folgezeit einige Räume ihres Hauses zur Miete bewohnen. Zu Beginn des Jahres 1942 wurde Hammerschmidt zusammen mit dem Vorsitzenden der jüdischen Gemeinde, Georg Schlesinger, zur Gestapo in Frankfurt (Oder) vorgeladen. Dort teilte man ihnen mit, dass die Auswanderung der jüdischen Bevölkerung des Bezirks zu langsam verlaufe. Sollte sich dies nicht ändern, hätte man „neue Gebiete im Osten“, in die die Juden verbracht werden könnten. Rund drei Monate nach dieser Vorladung gab es in der Wohnung der Familie Hammerschmidt die dritte Hausdurchsuchung. Dabei wurden neben einer schwarz-rot-goldenen Flagge aus dem Besitz von Abraham Hammerschmidt auch belletristische Bücher aus angeblichen „Judenverlagen“ wie dem Propyläen Verlag, dem Ullstein Verlag und dem Malik-Verlag beschlagnahmt. In vorhergehenden Haussuchungen waren bereits politische Bücher unter anderem von Karl Marx, Leo Trotzki und Walther Rathenau eingezogen worden. Am Ende der Durchsuchung wurde Hermann Hammerschmidt festgenommen und erneut zusammen mit Schlesinger nach Frankfurt gebracht. Dort mussten sie zunächst stundenlang auf eine Wand starren, bevor sie im nächtlichen Verhör den Grund für die Festnahme erfuhren. Eine schwedische Zeitung habe einen Artikel abgedruckt, in dem von der letzten Vorladung der beiden und der darin geäußerten Drohung berichtet wurde. Deshalb warf man ihnen Kontakte ins Ausland vor. Am nächsten Morgen wurden die beiden Männer kurzzeitig nach Hause entlassen, mussten aber bereits am folgenden Tag eine einwöchige Haftstrafe antreten.

### 1944: Verhaftung und Ermordung

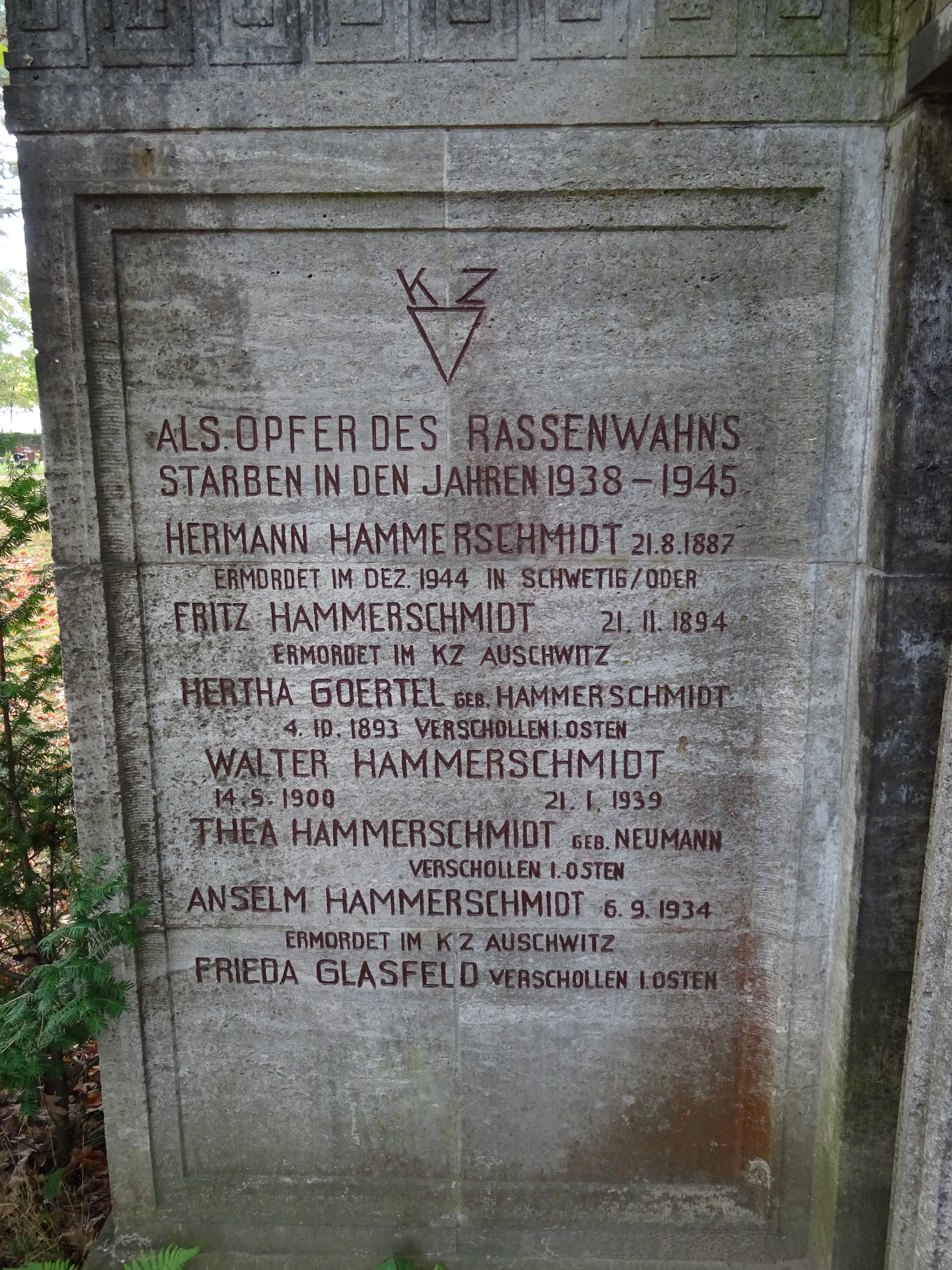
Gedenkstein für die Familie Hammerschmidt auf dem Neuen Jüdischen Friedhof in Cottbus

Die beiden jüngeren Söhne Hermann Hammerschmidts, Wolfgang und Ulrich, wurden 1944 zur Zwangsarbeit im Sonderkommando J bei der Organisation Todt einberufen. Wolfgang, der in Frankreich eingesetzt wurde, floh von dort über verschiedene Stationen nach Berlin, wo er unter anderem bei seinem älteren Bruder Helmut unterkam. Nachdem Wolfgangs Name und Bild im „Reichssteckbrief“ veröffentlicht worden waren, wurde Hermann wegen „Verdunkelungsgefahr“ festgenommen und ins Cottbuser Polizeigefängnis überführt. Im Dezember 1944 deportierte man ihn ins Arbeitserziehungslager Oderblick nahe Schwetig. Noch im selben Monat kam er dort ums Leben. Nach Aussage des Mithäftlings Alfred Donath, eines Kommunisten aus Cottbus, war bereits einen Tag nach Hammerschmidts Ankunft seine nackte Leiche mit einem Kopfschuss in einer Güllegrube gefunden worden.

## Schicksal der Familie
Hermann Hammerschmidt und sein bereits 1938 an den Folgen seiner KZ-Haft gestorbener Bruder Walter waren nicht die einzigen Holocaust-Opfer der Familie. Hermanns Schwester Hertha war bereits 1943 ins Konzentrationslager Auschwitz deportiert und dort ermordet worden. Das gleiche Schicksal erlitt auch sein Bruder Fritz, der zusammen mit seiner Frau, seinem Sohn und seiner Schwiegermutter 1944 ins Konzentrationslager Auschwitz verschleppt wurde. Die in Hermanns Kanzlei tätige Cousine Frieda Glasfeld wurde 1942 ins Warschauer Ghetto deportiert, aus dem sie nicht zurückkehrte. Hermanns Schwester Frieda war bereits 1937 in Berlin gestorben. So blieb sein nach Ecuador ausgewanderter Bruder Hans der einzige der sechs Geschwister, der die nationalsozialistische Diktatur in Deutschland überlebte. Auch dessen Frau und Kinder überlebten den Holocaust ebenso wie Hermanns Söhne und seine Frau Elisabeth.

## Ehrungen

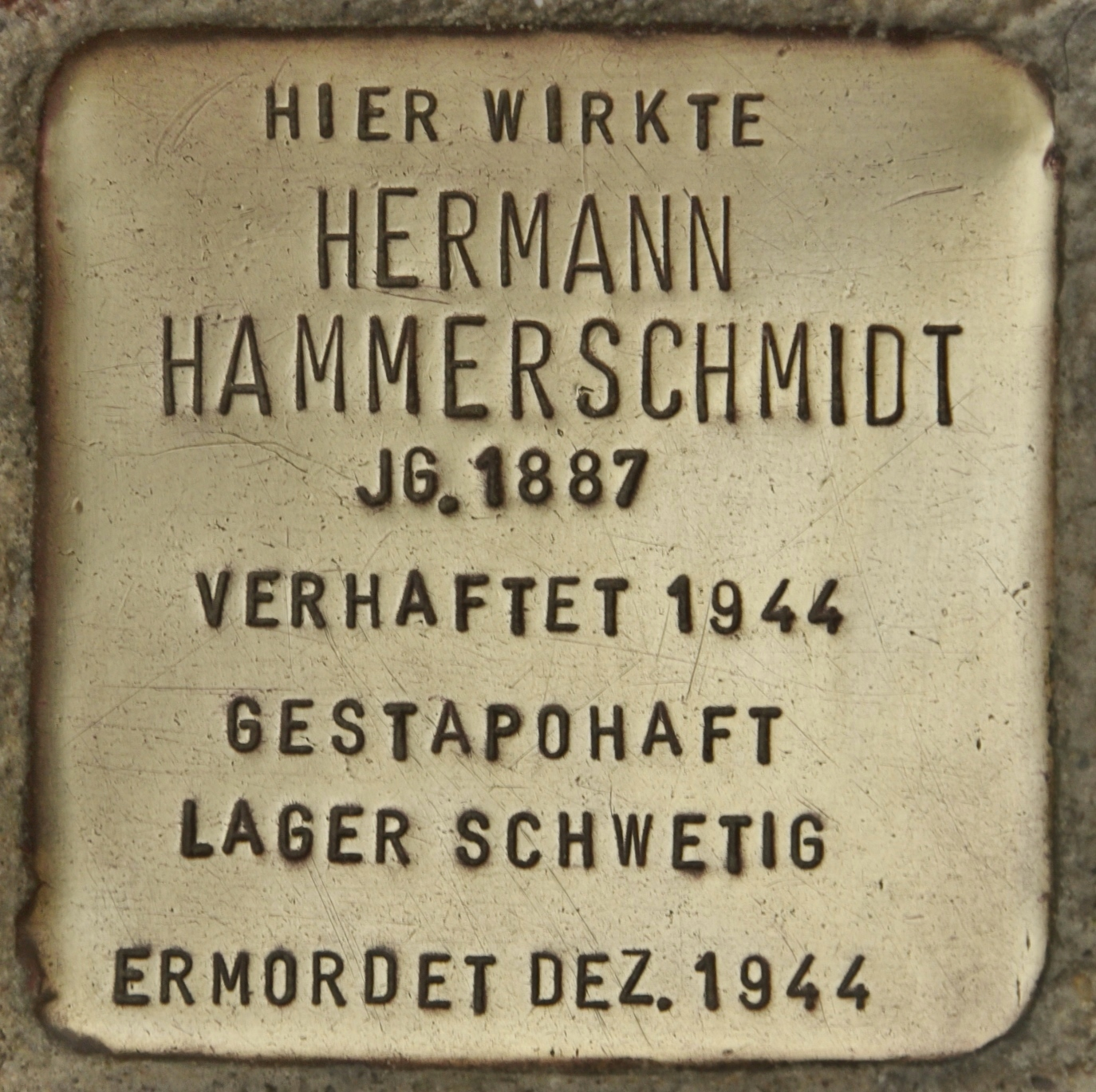
Stolperstein für Hermann Hammerschmidt in Cottbus

1993 wurde im Cottbuser Stadtteil Sandow eine vorher nach Etkar André benannte Straße in Hermann-Hammerschmidt-Straße umbenannt. Auch eine Haltestelle der Straßenbahnlinie 2 trägt diesen Namen. Außerdem erinnert seit dem Ende der 1940er Jahre ein Gedenkstein am Grab der Familie auf dem Neuen jüdischen Friedhof in Cottbus an das Schicksal Hermann Hammerschmidts und seiner Familie. Am 28. September 2006 wurden in der Bahnhofstraße 62, dem Elternhaus und Sitz der Kanzlei, Stolpersteine für Hermann und vier seiner Verwandten verlegt. Bei der Verlegung war auch sein letzter noch lebender Sohn Ulrich anwesend. Die Stolpersteine wurden am 14. November desselben Jahres entwendet und am 13. Dezember erneuert.